# Чемпионат мира по плаванию в ластах 1976
1-й чемпионат мира по плаванию в ластах проводился в западно-германском городе Ганновер с 30 августа по 5 сентября 1976 года.

## Распределение наград
*   Страна-организатор
| Место | Страна  | Золото | Серебро | Бронза | Всего |
| ----- | ------- | ------ | ------- | ------ | ----- |
| 1     | СССР    | 17     | 11      | 4      | 32    |
| 2     | ГДР     | 4      | 8       | 12     | 24    |
| 3     | ФРГ*    | 0      | 2       | 3      | 5     |
| 4     | Венгрия | 0      | 0       | 1      | 1     |
| 5     | Италия  | 0      | 0       | 1      | 1     |
| Всего | Всего   | 21     | 21      | 21     | 63    |

## Медалисты

### Мужчины
| Дисциплина         | Золото                                                                     | Золото   | Серебро                 | Серебро  | Бронза                | Бронза   |
| ------------------ | -------------------------------------------------------------------------- | -------- | ----------------------- | -------- | --------------------- | -------- |
| 50 м ныряние       | Валерий Сучков · СССР                                                      | 16.92    | Анатолий Сергин · СССР  | 17.31    | Ю. Зайлер · ГДР       | 18.37    |
| 100 м с аквалангом | Валерий Сучков · СССР                                                      | 38.08    | Анатолий Сергин · СССР  | 39.01    | Т. Борхерт · ГДР      | 42.00    |
| 400 м с аквалангом | Анатолий Сергин · СССР                                                     | 3:13.95  | Олег Соловьёв · СССР    | 3:21.80  | И. Ворм · ГДР         | 3:32.28  |
| 800 м с аквалангом | Анатолий Сергин · СССР                                                     | 6:56.67  | Олег Соловьёв · СССР    | 6:57.40  | И. Ворм · ГДР         | 7:22.23  |
| 100 м в ластах     | Михаил Крюков · СССР                                                       | 43.55    | Х. Винклер · ГДР        | 43.79    | Ференц Кисс · Венгрия | 44.29    |
| 200 м в ластах     | Владимир Андреев · СССР                                                    | 1:35.05  | Евгений Андронов · СССР | 1:35.09  | Х. Винклер · ГДР      | 1:37.06  |
| 400 м в ластах     | Олег Соловьёв · СССР                                                       | 3:26.87  | Владимир Андреев · СССР | 3:27.75  | Бернд Яудзимс · ГДР   | 3:30.86  |
| 800 м в ластах     | Бернд Яудзимс · ГДР                                                        | 7:16.97  | Олег Соловьёв · СССР    | 7:18.55  | И. Ворм · ГДР         | 7:25.71  |
| 1500 м в ластах    | Бернд Яудзимс · ГДР                                                        | 14:09.60 | И. Ворм · ГДР           | 14:16.26 | Юри Краветс · СССР    | 14:22.36 |
| эстафета 4×100 м   | Евгений Андронов · Анатолий Сергин · Михаил Крюков · Валерий Сучков · СССР | 2:51.31  | · ГДР                   | 2:57.92  | · Италия              | 2:59.82  |
| эстафета 4×200 м   | Олег Соловьёв · Владимир Андреев · Михаил Крюков · Евгений Андронов · СССР | 6:28.38  | · ГДР                   | 6:41.25  | · ФРГ                 | 6:52.67  |

### Женщины
| Дисциплина         | Золото                                                                         | Золото      | Серебро                                                                           | Серебро  | Бронза                   | Бронза   |
| ------------------ | ------------------------------------------------------------------------------ | ----------- | --------------------------------------------------------------------------------- | -------- | ------------------------ | -------- |
| 50 м ныряние       | Ирина Бурая · СССР                                                             | 20.01       | Уте Пельц · ГДР                                                                   | 20.08    | Ю. Мюллер · ГДР          | 20.09    |
| 100 м с аквалангом | Ирина Бурая · СССР                                                             | 45.04       | Ирина Авдеева · СССР                                                              | 45.07    | Уте Пельц · ГДР          | 45.07    |
| 400 м с аквалангом | Ирина Бурая · СССР                                                             | 3:42.86     | Ирина Авдеева · СССР                                                              | 3:46.28  | Уте Пельц · ГДР          | 3:49.68  |
| 100 м в ластах     | Уте Пельц · ГДР                                                                | WR 46.31    | Г. Вайдеман · ФРГ                                                                 | 49.26    | Татьяна Назарова · СССР  | 3:42.86  |
| 200 м в ластах     | Татьяна Антонова · СССР                                                        | WR 1:48.23  | Г.Вайдеман · ФРГ                                                                  | 1:50.09  | Любовь Говорова · СССР   | 1:50.30  |
| 400 м в ластах     | Татьяна Антонова · СССР                                                        | WR 3:50.20  | Г. Целовальникова · СССР                                                          | 3:55.03  | С. Петерс · ГДР          | 3:55.60  |
| 800 м в ластах     | Татьяна Антонова · СССР                                                        | WR 8:00.15  | С. Петерс · ГДР                                                                   | 8:14.74  | Г. Целовальникова · СССР | 8:18.93  |
| 1500 м в ластах    | Татьяна Антонова · СССР                                                        | WR 15:23.21 | А. Айфе · ГДР                                                                     | 15:50.59 | А. Ахлерт · ГДР          | 15:55.86 |
| эстафета 4×100 м   | Наталья Разникова · Ирина Авдеева · Татьяна Антонова · Татьяна Назарова · СССР | WR 3:16.90  | · ГДР                                                                             | 3:20.34  | · ФРГ                    | 3:21.92  |
| эстафета 4×200 м   | Уте Пельц · Анке Яудзимс · Мюллер · Сабина Петерс · ГДР                        | WR 7:19.56  | Г. Целовальникова · Наталья Разникова · Любовь Говорова · Татьяна Антонова · СССР | 7:22.00  | · ФРГ                    | 7:39.83  |

## Ссылка
- Информация на сайте CMAS
- Спортсмен-подводник № 48
- Хроника спорта ГДР = Chronik des DDR-Sports. — Spotless-Verlag, 2000. — С. 189, 195. — 320 с. — ISBN 3933544351.